# Dol Guldur

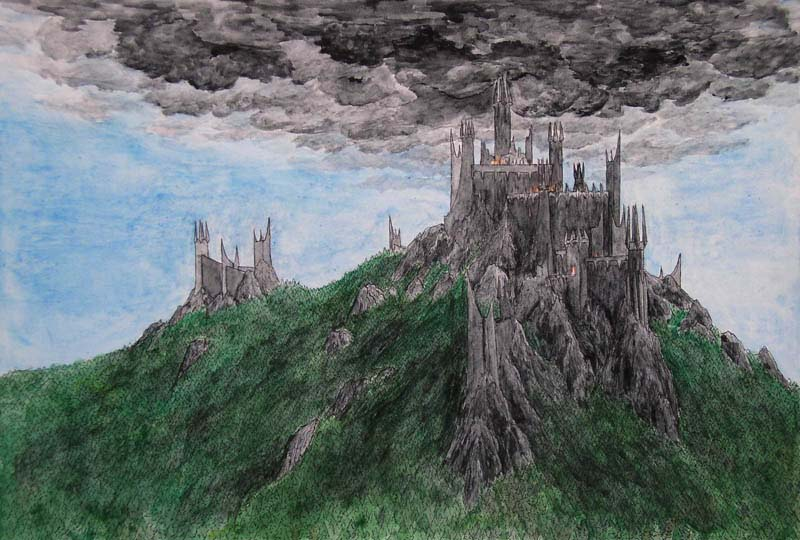
Dol Guldur, de vesting van Sauron.

Dol Guldur, Sindarijns voor Heuvel van Tovenarij, is Saurons vesting gelegen in het zuidelijk deel van het Demsterwold in de werken van J.R.R. Tolkien. In De Hobbit wordt verwezen naar de vesting van de Necromancer.
In de tweede Era werd het gebied van Dol Guldur bewoond door Elven van het volk van Oropher, de vader van Thranduil. De heuvel stond toen bekend als Amon Lanc, 'kale heuvel'. Om conflicten met Moria en Lothlorien te vermijden trokken zij later door naar het noorden van het Demsterwold.
Dol Guldur werd omstreeks D.E. 1000 door Sauron in gebruik genomen. Sauron vestigde zich hier omdat dit de gelegenheid gaf om naar de Ring te zoeken, die destijds verloren was geraakt in de rivier de Anduin.
Leidende Elven en tovenaars merkten dat er een kwade macht zich hier had gevestigd, maar aanvankelijk vermoedden zij dat het om een van de Ringgeesten ging.
De Witte Raad vreesde de macht van Dol Guldur, en Gandalf ging Dol Guldur binnen. Sauron, die op dat moment nog niet op zijn volste kracht was, ontvluchtte tijdig de vesting. Hij keerde na bijna 400 jaar terug in het jaar 2460. Weer 400 jaar later, in 2845, werd de laatste drager van de Ring van Durin, Thráin II, gevangengezet in Dol Guldur, en zijn Ring werd hem afgenomen. Gandalf, die Dol Guldur opnieuw was binnengetrokken, kwam te laat om hem te redden.
Door Gandalfs komst was het nu wel bekend geworden dat het inderdaad om Sauron ging die weer vorm begon aan te nemen. Gandalf drong er bij de Witte Raad op aan om Dol Guldur aan te vallen, maar Saruman stemde tegen. In 2941 stemde Saruman alsnog met een aanval in, omdat hij wist dat Saurons dienaren langs de Anduin op zoek waren naar de Ring. Sauron, wiens plannen nu voltooid waren, vertrok naar Mordor. Na korte tijd echter stuurde hij de tweede van de Nazgûl, Khamûl om Dol Guldur weer te bezetten.
In de Oorlog om de Ring werd vanuit Dol Guldur zowel koning Thranduil, als Lothlórien aangevallen. Geen van deze aanvallen haalde echter het beoogde doel, en na Saurons val leidde Celeborn zijn leger over de Anduin en werden de muren van Dol Guldur door Galadriel verwoest.